# Войтеховский, Юрий Леонидович
Юрий Леони́дович Войтехо́вский (род. 27 октября 1960, Лынтупы, Витебская область) — российский учёный-геолог, минералог, кристаллограф, математик и историк науки. Вице-президент РМО (2015), профессор кафедры кристаллографии, минералогии и петрографии Санкт-Петербургского Горного университета (2018). Доктор геолого-минералогических наук, директор Геологического института Кольского научного центра Российской академии наук (2007—2017).

## Биография
Родился 27 октября 1960 года в посёлке Лынтупы, Поставского района, Витебской области Белорусской ССР.

### Образование
В 1982 году окончил геолого-разведочный факультет Ленинградского горного института, специальность «геологическая съёмка, поиски и разведка месторождений полезных ископаемых».
В 1994 году окончил механико-математический факультет Санкт-Петербургского государственного университета, специальность «математика», специализация «высшая алгебра и теория чисел».

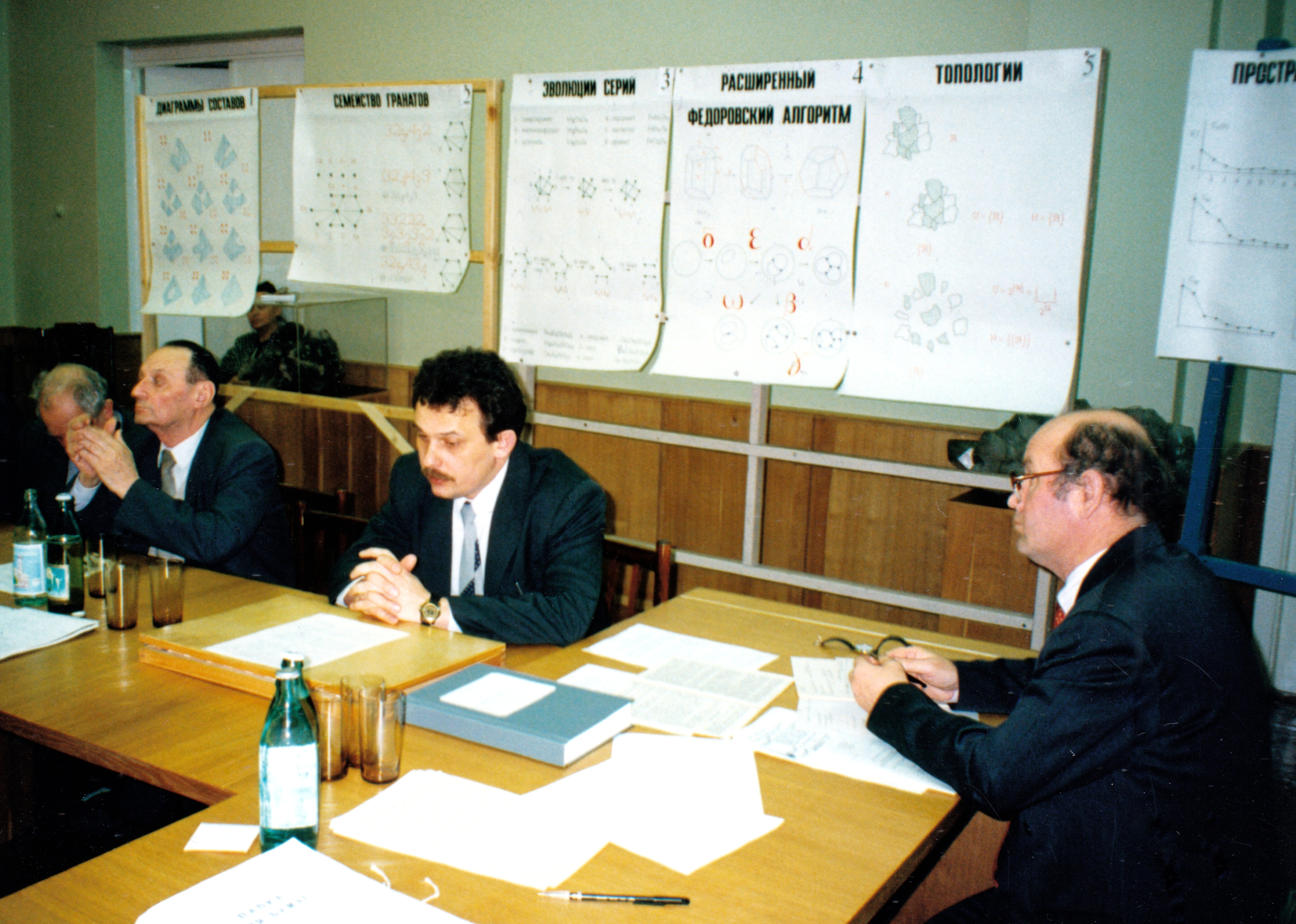
Защита докторской диссертации, Институт геологии КНЦ УРО РАН

В 1996—1997 годах прошёл стажировку в Высшей национальной горной школе Парижа, получил международный диплом по специальности «геостатистика».
Обучался в докторантуре, консультантом был академик Н. П. Юшкин (Институт геологии Коми научного центра УРО РАН).
В 1998 году защитил докторскую диссертацию по теме «Проблема Науманна-Харкера (отношение порядка в минеральных многообразиях)».

### Научная, преподавательская и организационная работа
С 1982 года работает в Геологическом институте КНЦ РАН, прошёл все должности:
- 1982—1985 — старший лаборант, аспирант
- 1985—1988 — младший научный сотрудник
- 1988—1992 — научный сотрудник
- 1992—1998 — старший научный сотрудник, докторант
- 1998—2002 — ведущий научный сотрудник
- 2002—2005 — главный научный сотрудник
- 2005—2007 — заместитель директора по научной работе.
- 2007—2017 — директор института[4].

Начал заниматься исследованиями геологии и минералогии медно-никелевых руд месторождения Карикъявр на Кольском полуострове. В 1987 году стал кандидатом геолого-минералогических наук, защитив диссертацию по теме: «Геология и вещественный состав руд месторождения Карикъявр».
В 1998 году досрочно защитил докторскую диссертацию по теме: «Проблема Науманна-Харкера» на стыке минералогии, петрографии и математики.
Основные научные интересы:

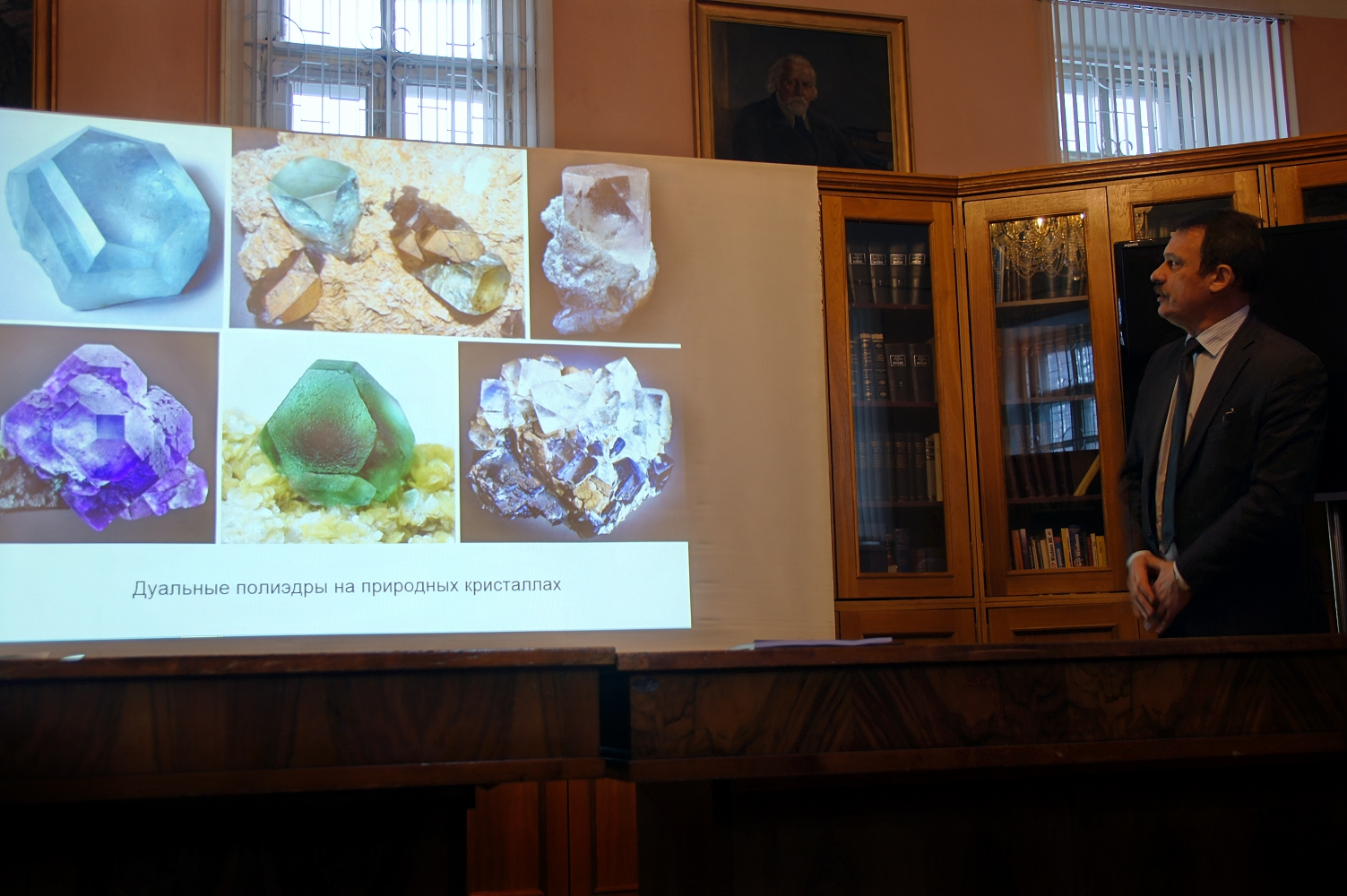
Доклад в Минералогическом музее им. А. Е. Ферсмана, 2016

- геология и минералогия рудных месторождений Кольского п-ова, главным образом кианитовых и медно-никелевых с платиноидами.
- в математике — комбинаторная теория фуллеренов и её приложения к минеральным и биологическим структурам, фундаментальная теория кристаллической горной породы, применение категорий толерантности и порядка к общему определению системы минеральных видов.

Создал новые научные направления на стыке естественных и математических наук:
- систематический комбинаторно-геометрический анализ полиэдрических структур, в том числе фуллеренов и их аналогов;
- систематический комбинаторно-геометрический анализ реальных кристаллографических простых форм в связи с принципом диссимметрии П. Кюри;
- структурный анализ кристаллической горной породы как пространства с различными топологиями и неевклидовыми метриками[5].

С 2006 года был профессором нескольких вузов в городе Апатиты: МГПУ, КФ ПетрГУ и СПбГИЭУ. С 2014 года по совместительству — заведующий кафедрой Геологии и полезных ископаемых МГТУ.
В 2015—2017 годах исполнял обязанности председателя КНЦ РАН.
В 2018—2022 годах был заведующий кафедрой минералогии, кристаллографии и петрографии в Санкт-Петербургском горном университете.
С 2022 года — заведующий кафедрой геологии и геоэкологии (факультет географии) Российского государственного педагогического университета им. А. И. Герцена в Санкт-Петербурге.
Автор многочисленных научных статей по геологии, минералогии, кристаллографии и истории геологии (см. библиографическую базу данных Scopus).

### Редактор
Член редколлегии журналов:
- 2010 — Вестник КНЦ РАН.
- 2013 — Труды КарНЦ РАН, Серия Геология докембрия.
- 2015 — Вестник МГТУ.
- 2015 — Минерал.
- 2015 — Tourism and Cultural Heritage.
- Тиетта
- Российское минералогическое общество глазами современников

### Общественная работа
С 2004 года инициатор и организатор Ферсмановских научных сессий.
С 2005 года организатор Всероссийской научной школы «Математические исследования в кристаллографии, минералогии и петрографии».
В 2014 году на дополнительных выборах депутата Мурманской областной думы по Апатитскому одномандатному избирательному округу № 15 выдвигался кандидатом. В думу не прошёл, заняв второе место с 24,33 % голосов.

## Членство в организациях
- 1986 — Российское минералогическое общество[10]:
  - 2003 — председатель Кольского отделения
  - 2004 — член бюро комиссии по технологической минералогии
  - 2010 — председатель Комиссии по истории
  - 2015 — почётный член
  - 2015 — вице-президент
- [когда?] — Международная ассоциация математической геологии
- [когда?] — Международный союз кристаллографов
- 2009 — Индийское минералогическое общество
- 2011 — Российское геологическое общество
- 2011 — Союз журналистов России
- 2012 — Межведомственный петрографический комитет
- 2014 — Международная комиссия по истории геологических наук (INHIGEO)
- 2014 — Российское философское общество
- Национальный комитет геологов России

## Награды и премии
- 2013 — медаль имени А. Е. Ферсмана «За заслуги перед геологией», Российское геологическое общество[11].